# 福全院
福全院（ふくぜんいん）は、東京都八王子市大横町にある臨済宗南禅寺派の寺院。

## 歴史
1521年（大永元年）、天界令高によって開山された。天界令高は1460年（寛正元年）没の月山津円居士を開基に据え、寺を創建した。その後、1599年（慶長4年）に樹天全俊が中興している。
当寺の本尊は阿弥陀如来で、禅宗の寺の本尊としては珍しいという。当寺の入口前にある水天宮は、当寺が管理する境外社であり、祭礼時には多くの人々が参詣に訪れるという。

## 交通アクセス
- 八王子駅より徒歩21分。